# フィリップ・レスリー・ヘール
フィリップ・レスリー・ヘール（Philip Leslie Hale、1865年5月21日 - 1931年2月2日）はアメリカ合衆国の画家、著述家である。

## 略歴
ボストンに生まれた。父親は有名な聖職者で、姉に画家のエレン・デイ・ヘール(1855-1940)がいる。ボストン美術館付属美術学校（School of the Museum of Fine Arts）で、エドモンド・チャールズ・ターベルに学んだ後、ニューヨークのアート・スチューデンツ・リーグで、ケニオン・コックス、ジュリアン・オールデン・ウィアーに学んだ。1887年の初めから、パリに5年間留学し、エコール・デ・ボザールやアカデミー・ジュリアンで学んだ。夏の間は、セオドア・アール・バトラーらの多くのアメリカ人画家が集まっていて、クロード・モネの邸もある、ノルマンディーのジヴェルニーで活動し、色調やタッチなどにモネの影響を受けた。この時期には新印象派や表現主義を意識した実験的な作品を制作した。
1893年にボストンに戻った。アメリカ合衆国では美術教師、著述家として働き、ボストン美術館付属美術学校やメトロポリタン美術館、フィラデルフィアのペンシルベニア美術アカデミーで教えた。挿絵画家のエセル・リード(Ethel Reed:1874-1912)と婚約したが、その後リードとは別れた。1902年に教え子の画家のリリアン・ウェスコット(Lilian Westcott Hale:1880-1963)と結婚し、夫妻はボストンに隣り合うスタジオを借りて活動した。
美術評論家としてヨハネス・フェルメールに関する著作を著した。

## 作品

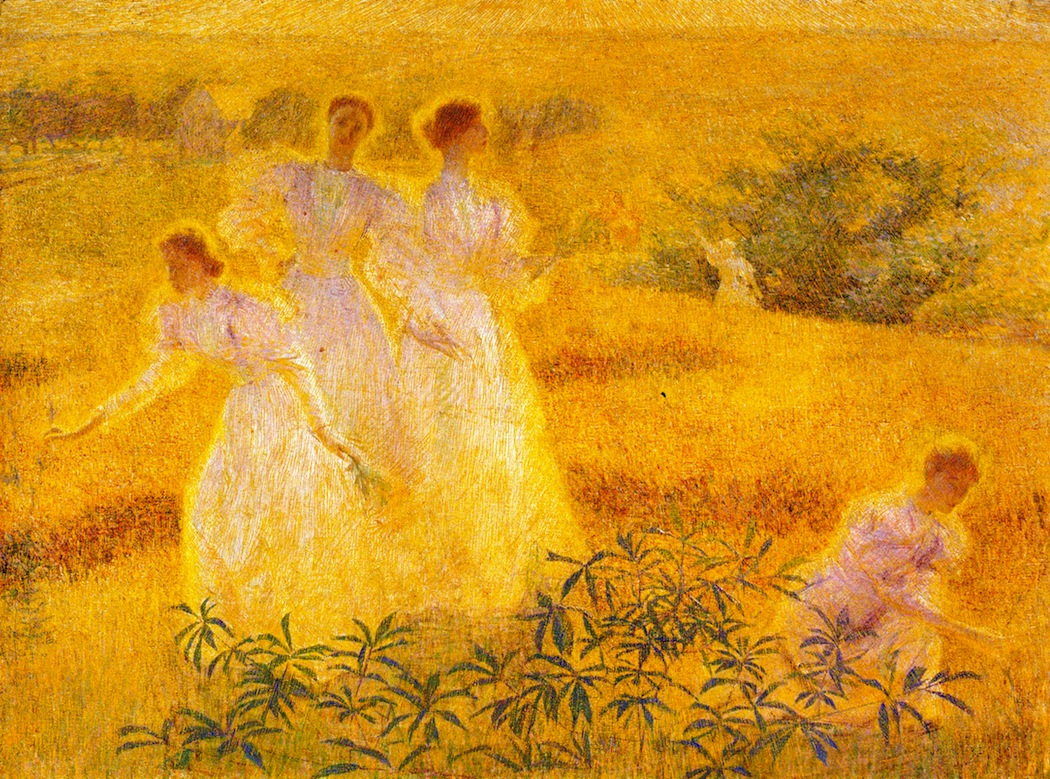
「陽光の中の少女たち」(1895)
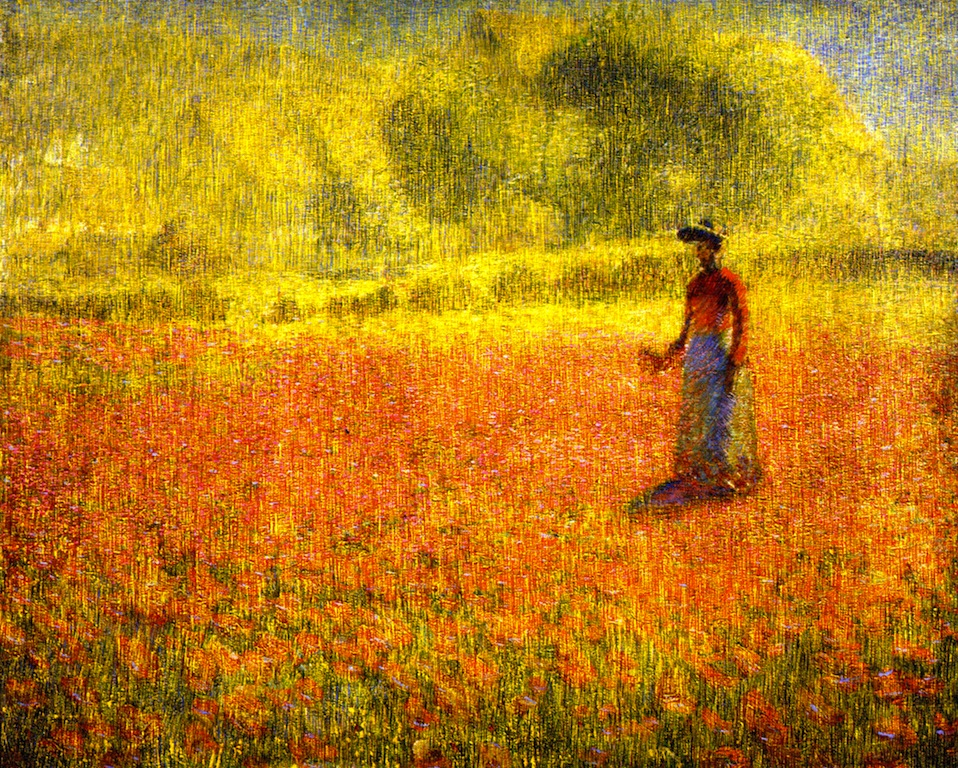
"Poppies"　(1895)
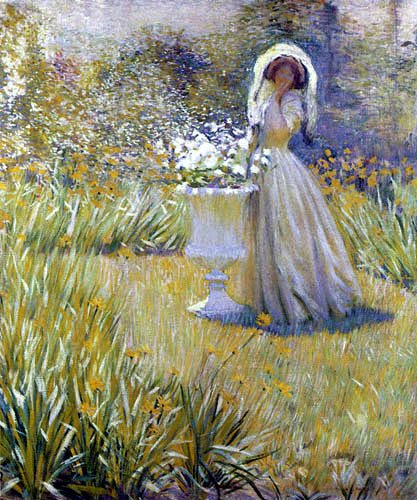
「庭園の女性」(c.1895)
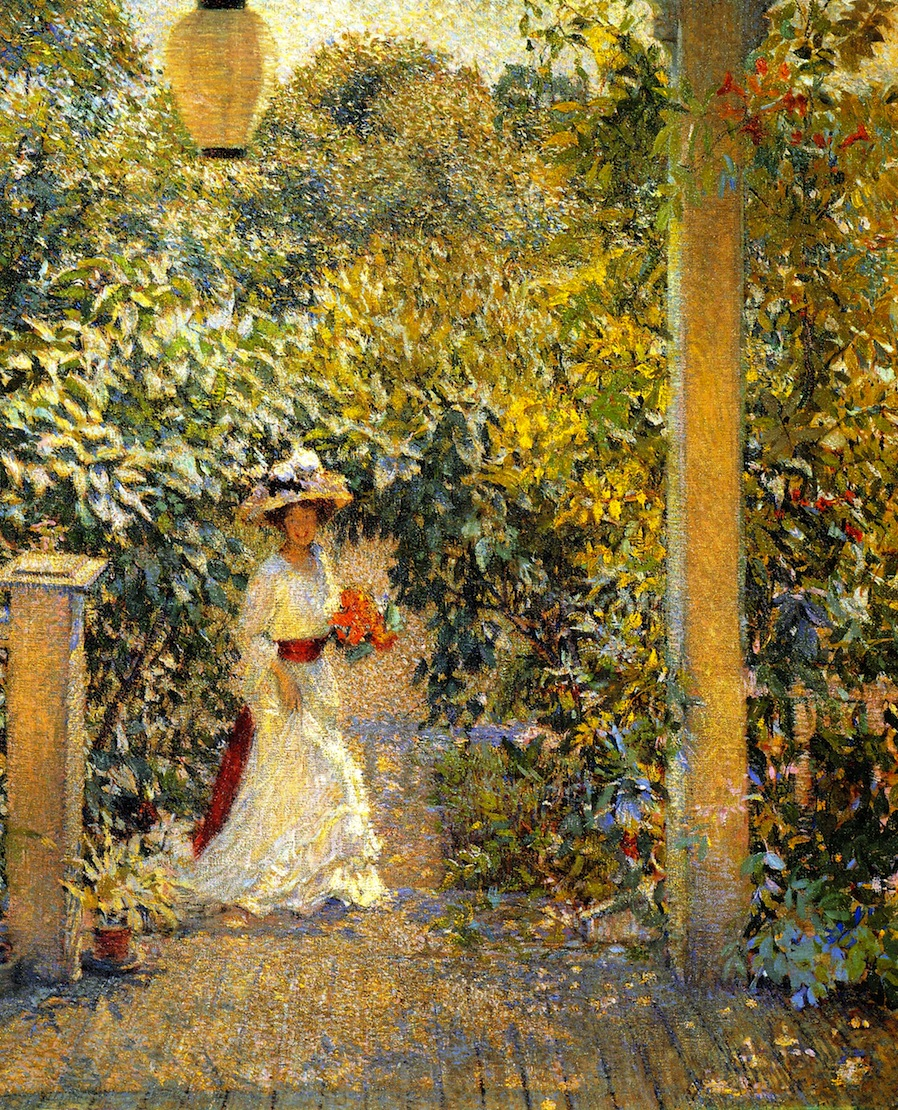
「夏の訪問客」(c.1900)
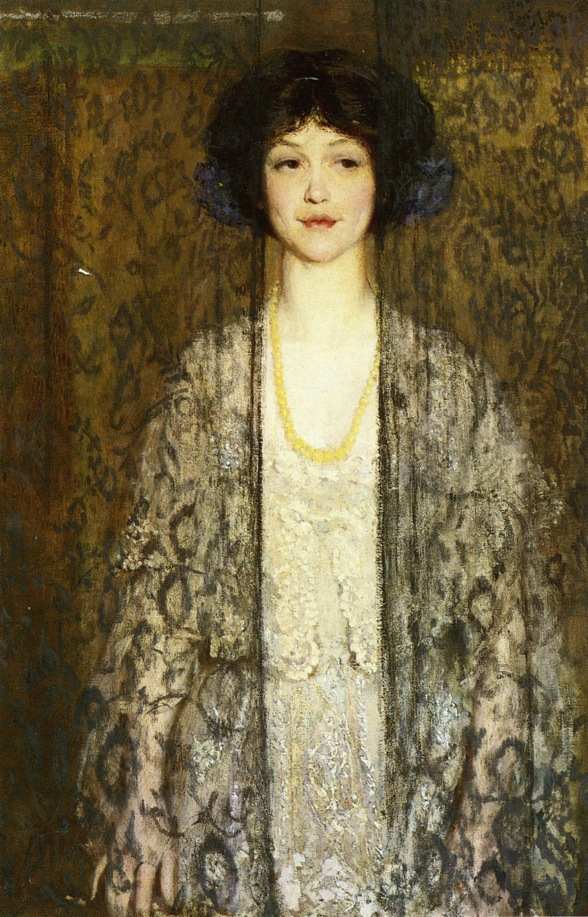
婦人像 (c.1900)
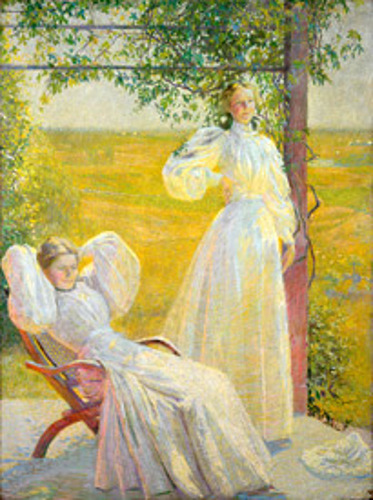
" Top of the morning" (c.1900)
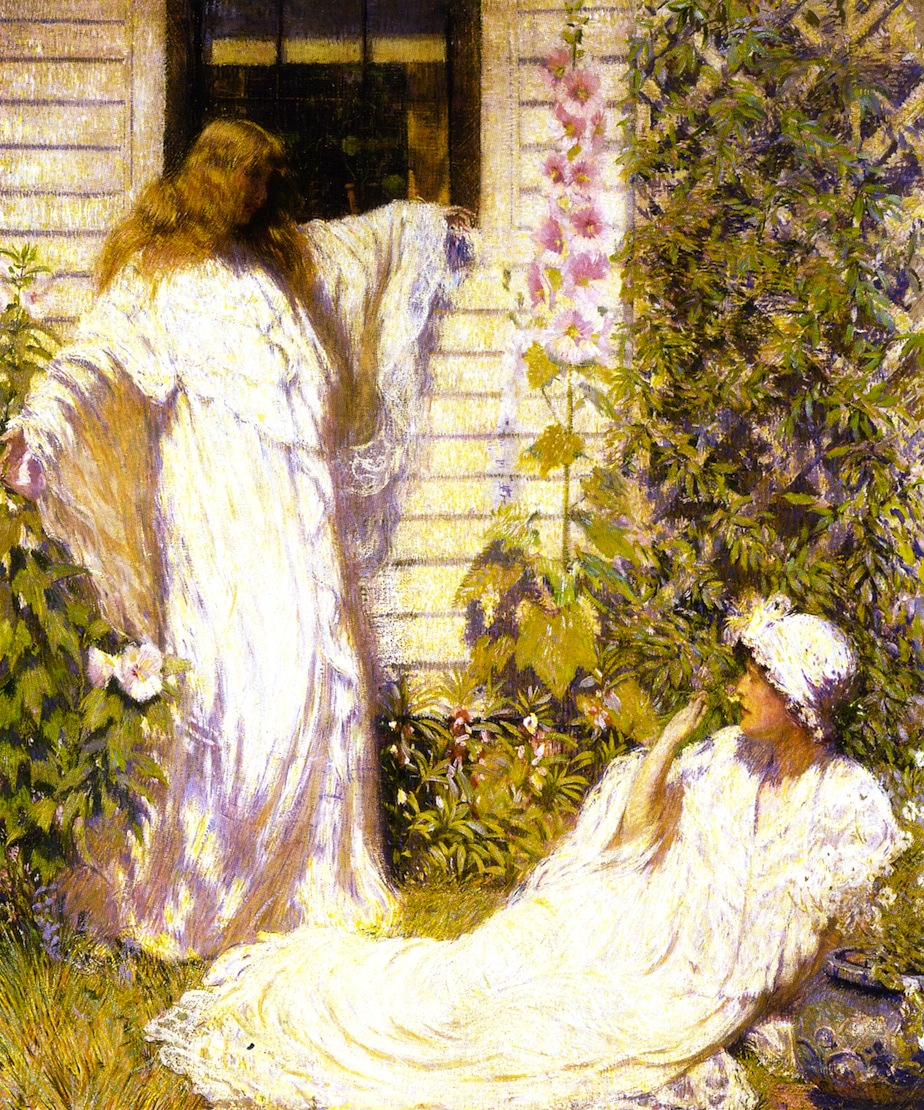
「日光浴」(c.1900)
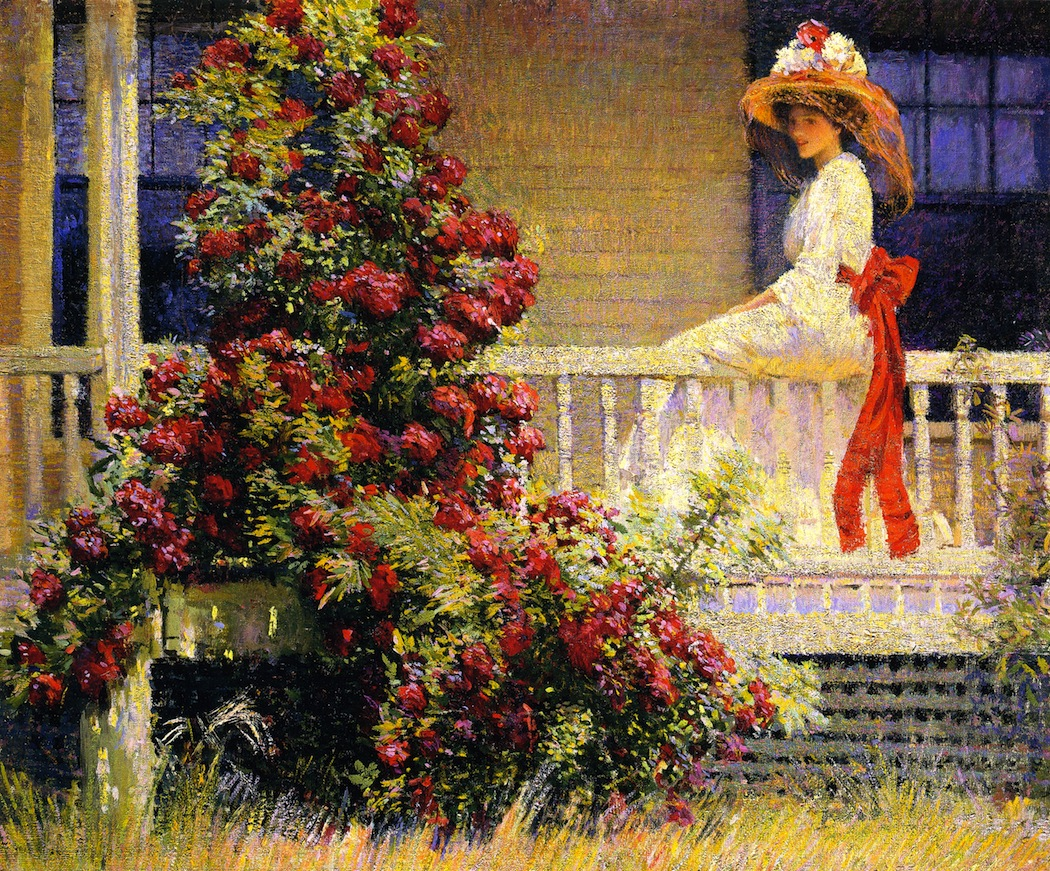
"The crimson rambler" (1908)